# Maria Louise Kirk
Maria Louise Kirk, solitamente accreditata come M.L. Kirk o Maria L. Kirk (Lancaster, 21 giugno 1860 – 21 giugno 1938), è stata una pittrice e illustratrice statunitense le cui opere sono stampate su oltre cinquanta libri, la maggior parte dei quali dedicati ai bambini.
Il suo notevole lavoro include illustrazioni per un'edizione americana di Alice nel paese delle meraviglie del 1904, per la prima edizione del Giardino segreto, e per diversi libri di L.M. Montgomery e Johanna Spyri.

## Biografia

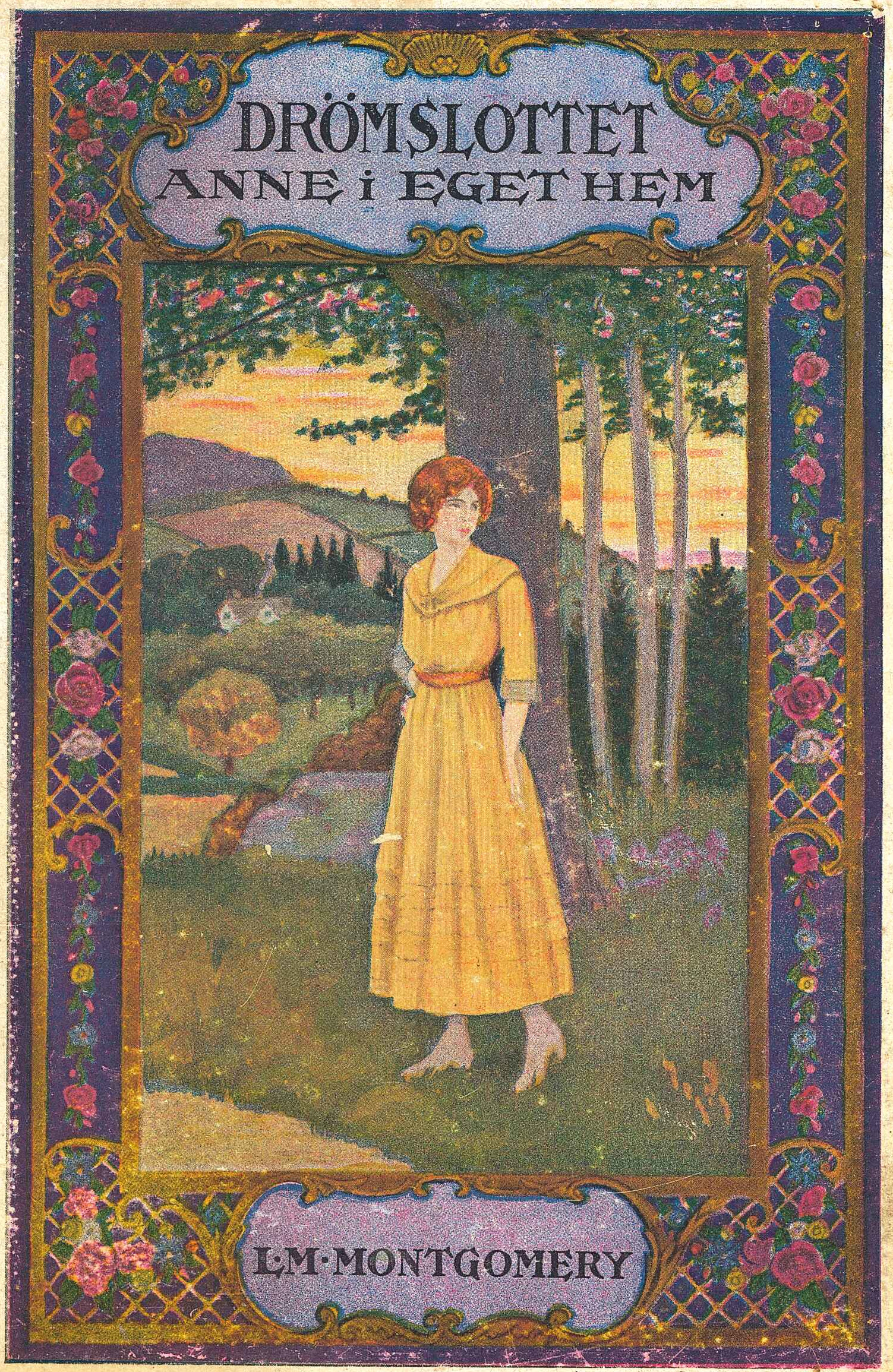
Copertina per l'edizione svedese della Baia della felicità.

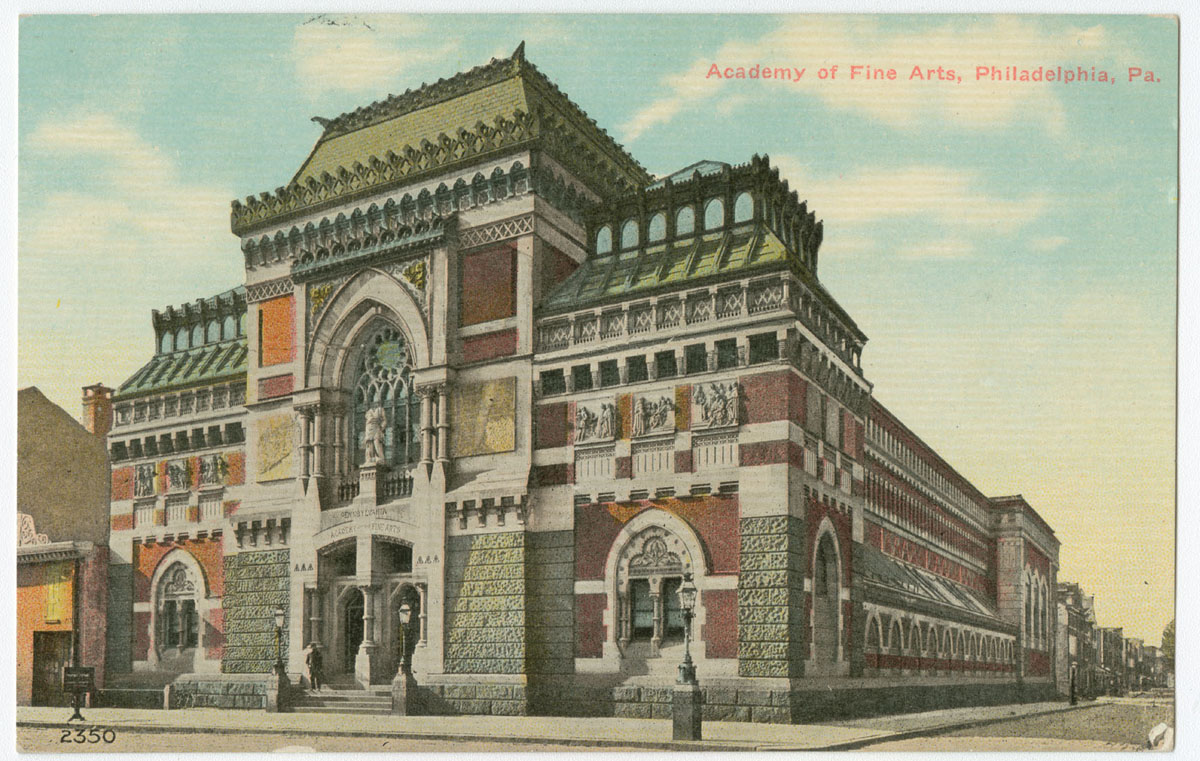
L'Accademia di Belle Arti della Pennsylvania.

Nata in una città capoluogo nello stato della Pennsylvania, la Kirk studiò arte a Filadelfia presso la School of Design for Women, e poi all'Accademia di Belle Arti della Pennsylvania. Tenne mostre in giro per la Pennsylvania, ottenendo varî premi tra Filadelfia e Chicago. Negli anni '90 dell'Ottocento studiò all'Art Institute of Chicago e nel 1894 vinse il Mary Smith Prize della sua Academia delle Belle Arti, per un ritratto.
Durante la sua carriera, Kirk illustrò più di cinquanta libri, inclusa un'edizione americana di Alice’s Adventures in Wonderland nel 1904. Il suo stile molto personale, è stato solo in parte influenzato dai movimenti dello jugendstil o del decò.
Sebbene fosse un'artista di talento, con così tanto lavoro pubblicato, si sa poco della sua vita privata.
Nel 2009, la Folio Society di Londra ha utilizzato le illustrazioni di Kirk per la sua nuova edizione di At the Back of the North Wind.

## Recensione
Una recensione di Alice’s Adventures in Wonderland (1904) sulla rivista The Advance ne diceva: «Cinquantasette illustrazioni di M.L. Kirk e John Tenniel manterranno il piccolo lettore in emozione febbrile».

## Pubblicazioni varie
- Kate Upson Clark, That Mary Ann: the Story of a Country Summer (Boston: D. Lothrop Co., 1893)[7]
- Theodora R. Jenness, Piokee and Her People (Boston: D. Lothrop Co., 1894)
- Isabella Macdonald Alden, detta "Pansy", Pansy's Sunday Book: For afternoon readers :gems of literature and art, with numerous illustrations (Boston: Lothrop Publishing Co., 1896)
- Lewis Carroll, Alice's Adventures in Wonderland (New York: Frederick A. Stokes Co., 1904)[2]
- George MacDonald, At the Back of the North Wind (Philadelphia: J. B. Lippincott & Co., 1904)[2]
- Ouida, A Dog of Flanders, the Nürnberg Stove, and Other Stories (Philadelphia: J. B. Lippincott & Co., 1909)
- George Daulton, The Helter Skelters (New York: Frederick A. Stokes Co., 1909)
- Adelheid Wette, translated Norreys J. O’Conor, Hänsel and Gretel: a fairy opera adapted from the libretto (New York: Frederick A. Stokes Co., 1909)
- Jean Ingelow, Mopsa the Fairy (Philadelphia: J. B. Lippincott & Co., 1910)[2]
- Favorite Rhymes of Mother Goose (New York: Cupples & Leon, 1910)[2]
- Winston Stokes, The Story of Hiawatha, Adapted from Longfellow by Winston Stokes (New York: Frederick A. Stokes Co., 1910)
- Hans Christian Andersen, Tales from Hans Andersen (Philadelphia & London: J. B. Lippincott & Co., 1911)
- Frances Hodgson Burnett, The Secret Garden (New York: Frederick A. Stokes Co., 1911)[2]
- Fergus Hume, Chronicles of Fairyland (Philadelphia & London: J. B. Lippincott & Co., 1911)
- Sara Tawney Lefferts, ed., Land of Play: Verses, Rhymes and Stories (Cupples & Leon Co., 1911)
- All Shakespeare's Tales: Tales from Shakespeare by Charles and Mary Lamb, and Tales from Shakespeare by Winston Stokes (New York: Frederick A. Stokes Co., 1911)[8]
- Inez N. McFee, The Story of Idylls of the King, adapted from Tennyson, by Inez N. McFee, with the original poem (New York: Frederick A. Stokes Co., 1912)[9]
- Clayton Edwards, The Story of Evangeline, Adapted from Longfellow. With the Original Poem (New York: The Hampton Publishing Co., 1913)
- Mary Louisa Molesworth (Mrs Molesworth), The Cuckoo Clock (J. B. Lippincott & Co., 1914)
- F. J. Harvey Darton, The Story of the Canterbury Pilgrims Retold from Chaucer and Others (J. B. Lippincott & Co., 1914)[2]
- George MacDonald, The Princess and Curdie (1914)[2]
- Johanna Spyri, Heidi (Philadelphia: J. B. Lippincott & Co., 1915)[2]
- Emma C. Dowd, DOODLES the Sunshine Boy (Grosset & Dunlap, 1915)
- Lucy Maud Montgomery, Anne's House of Dreams (Toronto: McClelland, Goodchild, & Stewart, 1917)[10]
- Stella George Stern Perry, The Angel of Christmas: a vision of to-day (New York: Frederick A. Stokes Co., 1917)
- Charles Kingsley, The Water-Babies: A Fairy Tale for a Land Baby (J. B. Lippincott & Co., 1918)[2]
- Miss Mulock, The Adventures of a Brownie (Philadelphia: J. B. Lippincott & Co., 1918)
- Emma C. Dowd, Polly and the Princess (Boston: Houghton Mifflin, 1917)
- Lucy Maud Montgomery, Rainbow Valley (Toronto: McClelland & Stewart, 1919; New York: Frederick A. Stokes Co., 1919)[10]
- Robert Louis Stevenson, A Child’s Garden of Verses (Philadelphia & London: J. B. Lippincott Co., 1919)
- Carlo Collodi, Pinocchio: The Story of a Puppet (Philadelphia & London: J. B. Lippincott & Co., 1919)[2]
- Johanna Spyri, Cornelli (Philadelphia & London: J. B. Lippincott & Co., 1920)
- John Ruskin, The King of the Golden River, and Dame Wiggins of Lee and her seven wonderful cats (Philadelphia: J. B. Lippincott & Co., 1921)
- Lucy Maud Montgomery, Rilla of Ingleside (Toronto: McClelland & Stewart, 1921)[10]
- Johanna Spyri, Mäzli: a story of the Swiss valleys (New York, 1921)[11]
- Johanna Spyri, Vinzi: a Story of the Swiss Alps (J. B. Lippincott & Co., 1923)
- Lucy Maud Montgomery, Emily of New Moon (Toronto: McClelland & Stewart, 1923; New York: Frederick A. Stokes Co., 1923)[10]
- Johanna Spyri, Dora (Philadelphia & London: J. B. Lippincott & Co., 1924)
- Lucy Maud Montgomery, Emily Climbs (New York: Frederick A. Stokes Co., 1925)
- Lucy Maud Montgomery, Emily's Quest (New York: Frederick A. Stokes Co., 1927)
- Johanna Spyri, Moni, the Goat Boy (Philadelphia: J. B. Lippincott & Co., 1927)
- A. C. Darby, Skip-come-a-Lou (New York: Frederick A. Stokes Co., 1928)
- George MacDonald, At the Back of the North Wind, illustrated by Maria L. Kirk (London: Folio Society, 2009)

## Altri lavori
- Rivista: Wide Awake, vol. 36, n° 5 (Boston: aprile 1893)[12]

## Galleria d'immagini

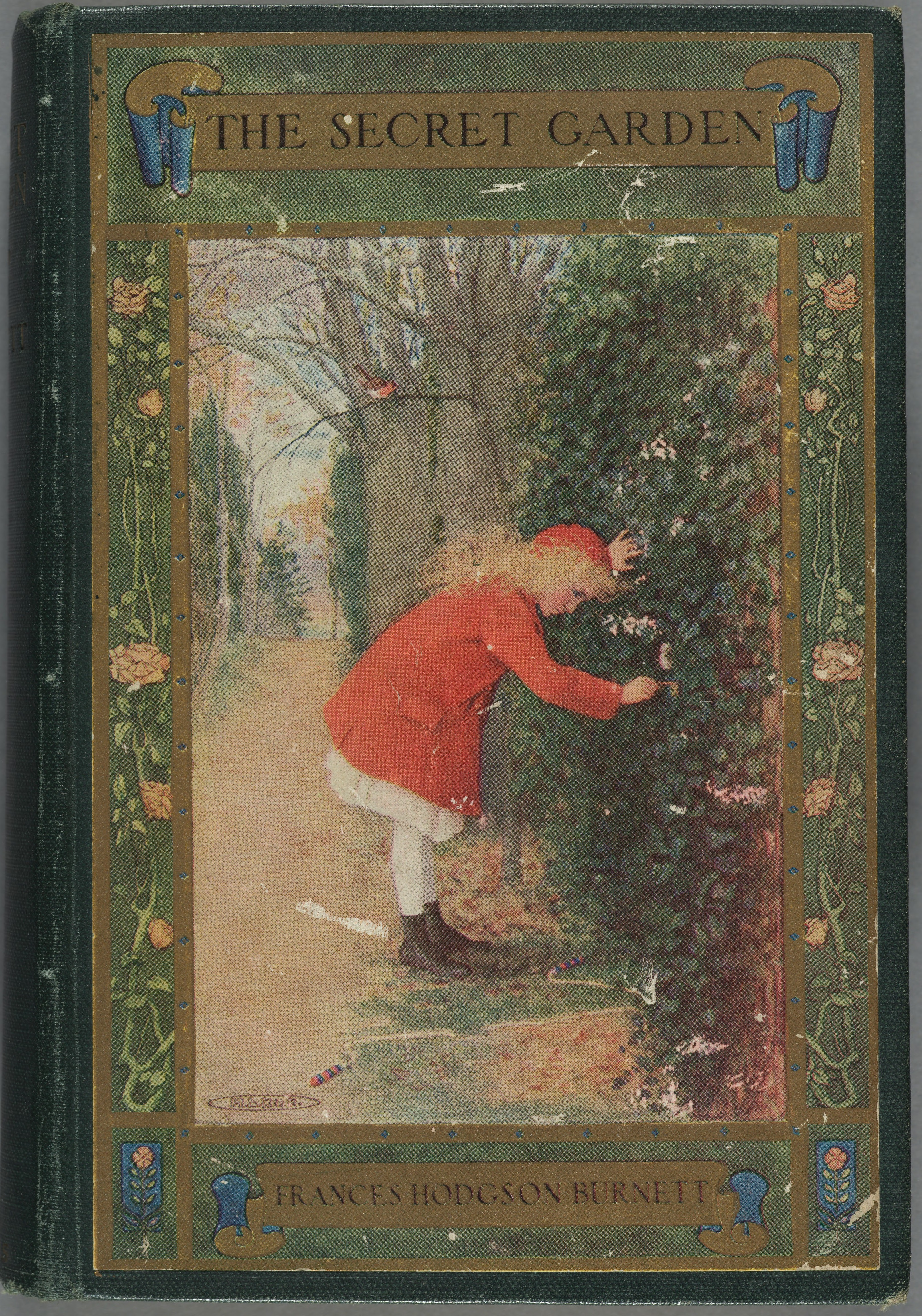
Copertina dell'edizione americana de The Secret Garden
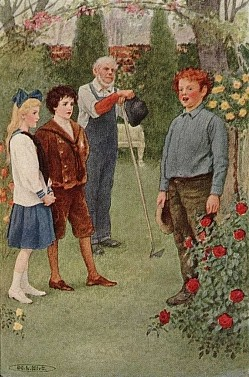
da The Secret Garden
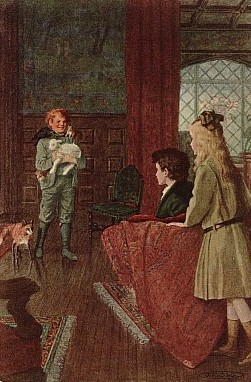
da The Secret Garden
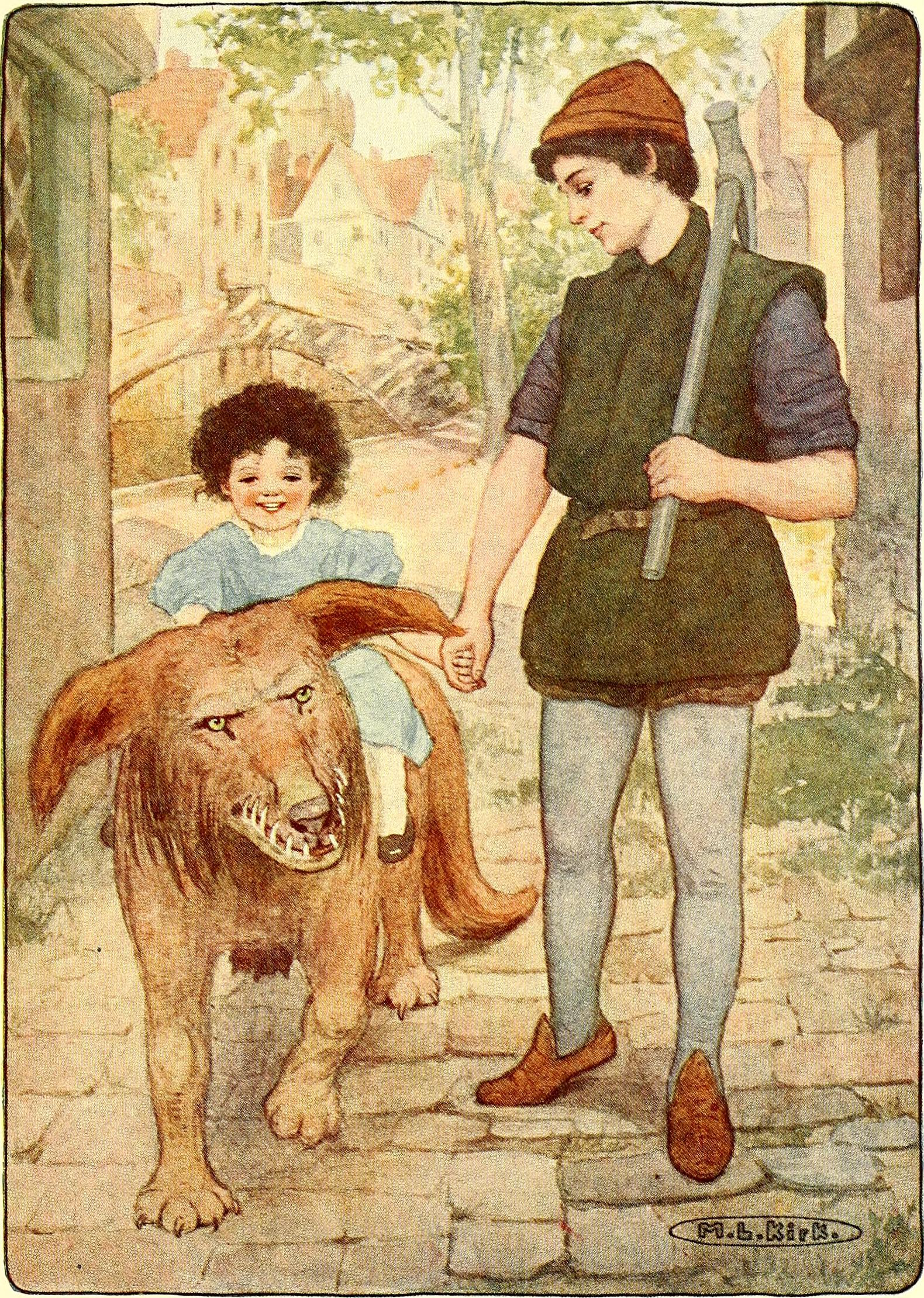
«Quindi l'ha messa sulla schiena di Lina» («So he set her on Lina’s back»): da The Princess and Curdie
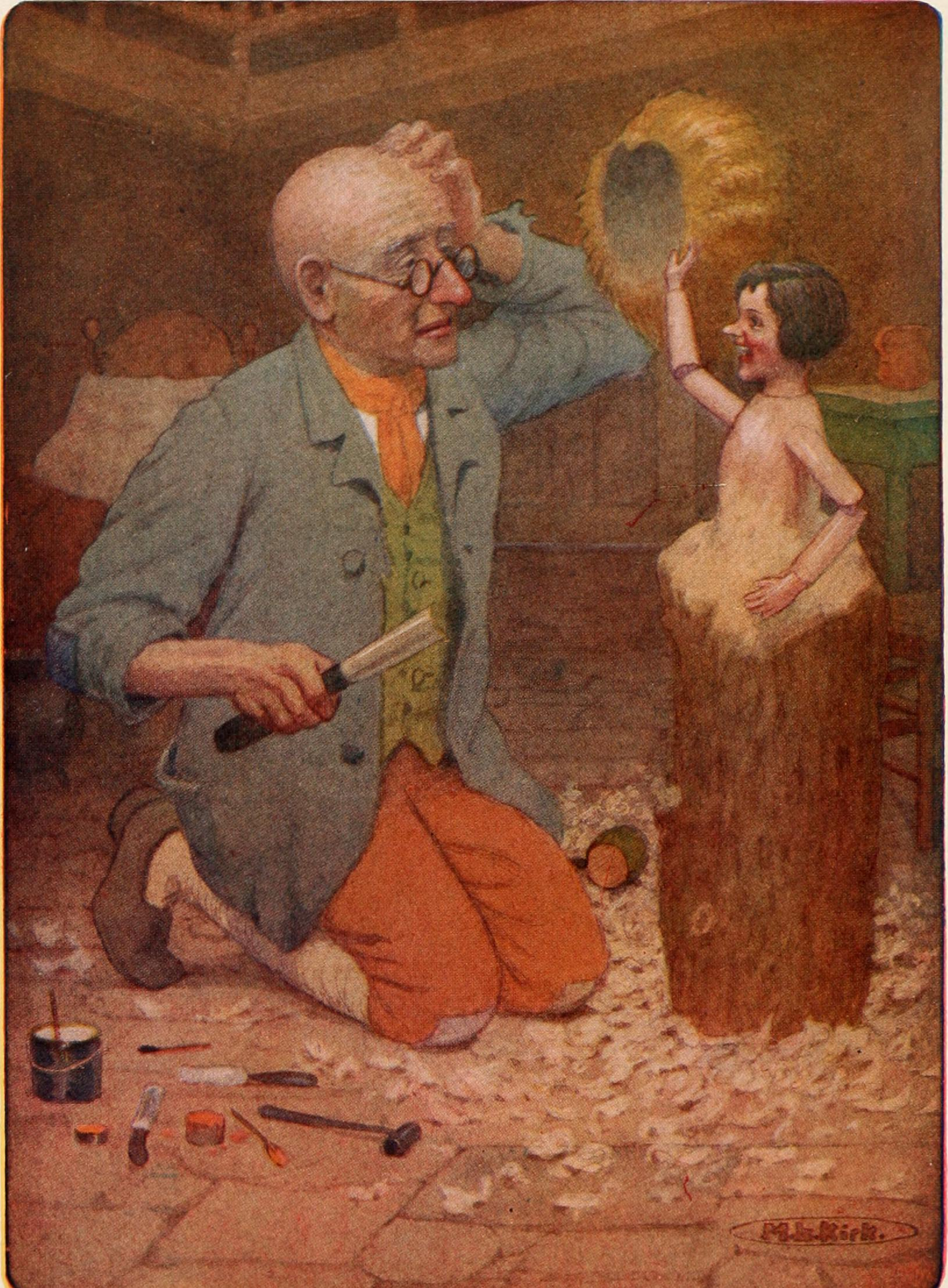
da Pinocchio
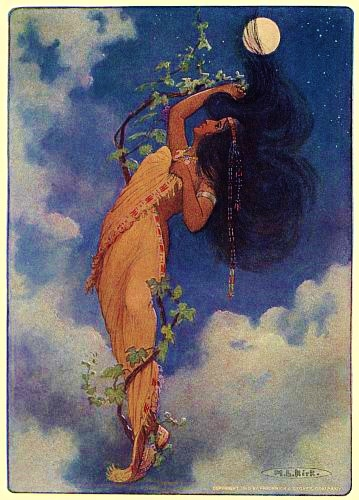
da The Story of Hiawatha
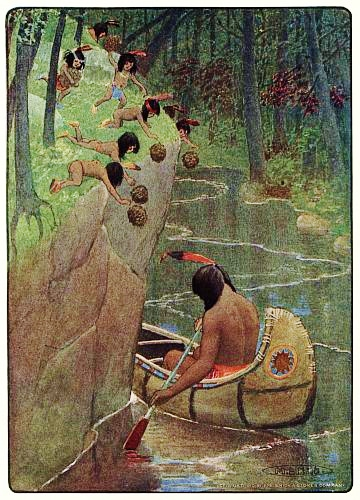
da The Story of Hiawatha
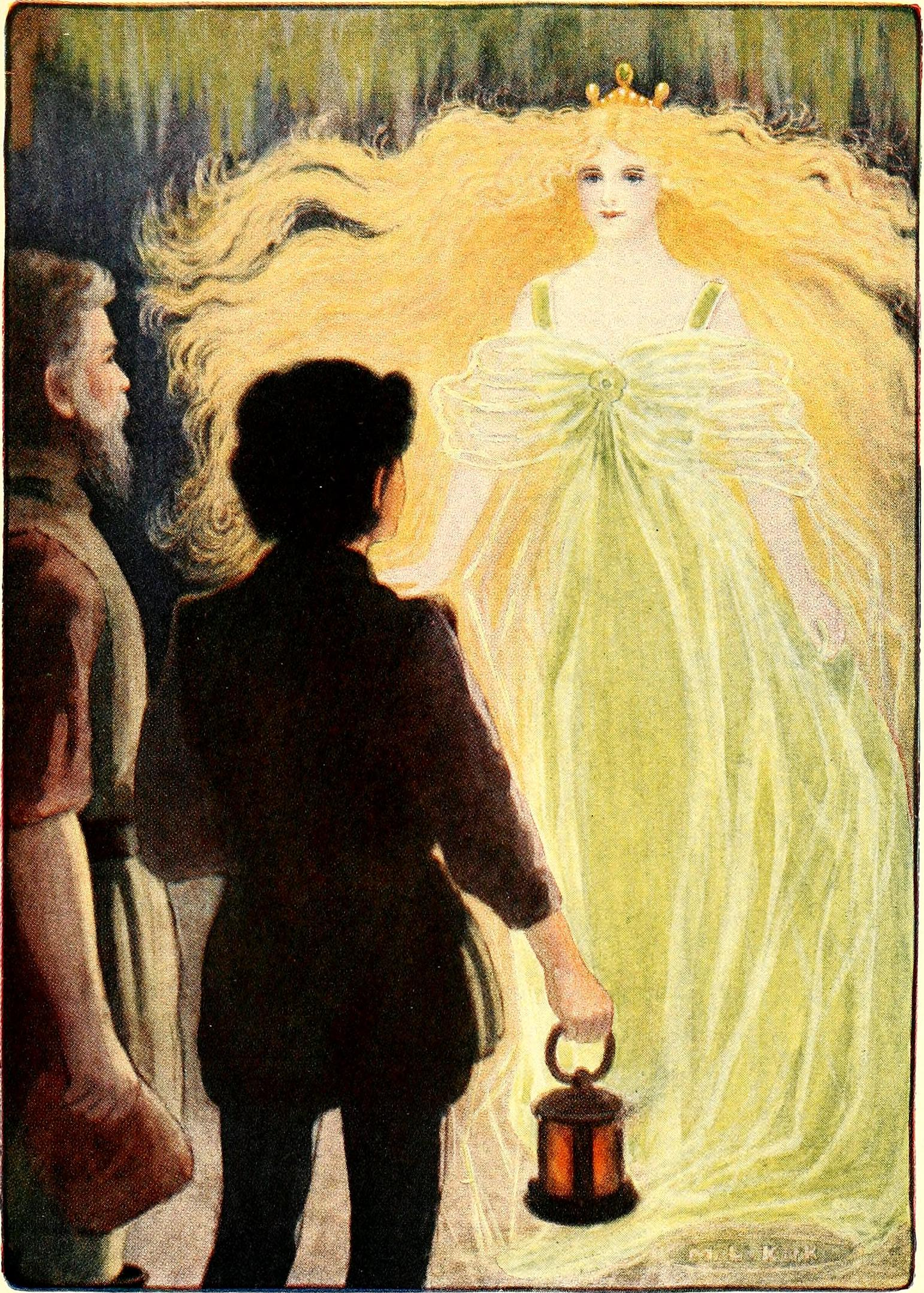
da The Princess and Curdie